# Фалватера
Фалватера (итал. Falvaterra) је насеље у Италији у округу Фрозиноне, региону Лацио.
Према процени из 2011. у насељу је живело 185 становника. Насеље се налази на надморској висини од 296 м.

## Становништво
Према резултатима пописа становништва 2011. у општини је живело 567 становника.
| 1936. | 1951. | 1961. | 1971. | 1981. | 1991. | 2001. | 2011. |
| ----- | ----- | ----- | ----- | ----- | ----- | ----- | ----- |
| 998   | 991   | 814   | 591   | 578   | 587   | 630   | 567   |